# Dummer (Nuevo Hampshire)
Dummer es un pueblo ubicado en el condado de Coös en el estado estadounidense de Nuevo Hampshire. En el censo de 2010 tenía una población de 304 habitantes y una densidad poblacional de 2,37 personas por km².

## Geografía
Dummer se encuentra ubicado en las coordenadas 44°39′54″N 71°15′7″O / 44.66500, -71.25194. Según la Oficina del Censo de los Estados Unidos, Dummer tiene una superficie total de 128.05 km², de la cual 124.94 km² corresponden a tierra firme y (2.43%) 3.11 km² es agua.

## Demografía
Según el censo de 2010, había 304 personas residiendo en Dummer. La densidad de población era de 2,37 hab./km². De los 304 habitantes, Dummer estaba compuesto por el 97.7% blancos, el 0% eran afroamericanos, el 0.33% eran amerindios, el 0% eran asiáticos, el 0% eran isleños del Pacífico, el 0% eran de otras razas y el 1.97% pertenecían a dos o más razas. Del total de la población el 0.33% eran hispanos o latinos de cualquier raza.